# René Viénet
René Viénet (6 de febrero de 1944, Le Havre), es un sinólogo, cineasta y editor francés. Ha vivido durante veinte años en China y en Taiwán.

## Biografía
Alumno del sinólogo Jacques Pimpaneau, fue miembro de la organización revolucionaria Internacional situacionista entre 1963 y 1971, año en que dimitió. Escribió un artículo en el número 9 de la revista Internationale situationniste y otro en el número 11. En los años 1970, inspirándose de las técnicas cinematográficas popularizadas por Guy Debord, Viénet hace dos películas según el principio del détournement añadiendo una banda sonora diferente a una película ya existente : ¿Puede la dialéctica romper ladrillos? en 1973 y Les Filles de Ka-ma-ré (o Une petite culotte pour l'été) en 1974. En la primera, tomó como base una película de kung-fu. En la segunda, utilizó una película erótica.
Crítico del maoísmo, fue uno de los primeros en Francia en denunciar abiertamente el totalitarismo chino. Paralelamente a sus trabajos cinematográficos, Viénet trabaja como sinólogo en el CNRS durante los años 1970 ; también es profesor de chino entre 1974 y 1978 en la École polytechnique.
Dirigió la colección « Bibliothèque asiatique » en la editorial Champ libre y fundó una editorial que llevaba su nombre publicando una biografía de Olympe de Gouges.
De 2007 a 2008, René Viénet fue director de la revista Monde chinois (números 11 a 14), publicada por la editorial Choiseul. Fue remplazado por Pascal Lorot.

## Obras
- Enragés et situationnistes dans le mouvement des occupations, en annexe : choix de textes, tracts et documents divers (novembre 1966 - mai 1968), Paris, Gallimard, Témoins, 1968.
- Prefacio a Simon Leys, Les Habits neufs du président Mao. Chronique de la Révolution culturelle, Paris, Éditions Champ libre, Bibliothèque asiatique, 1971.
- junto a Bernard Marbot, Notes sur quelques photographies de la Chine au XIXe siècle à l'occasion de l'exposition La Chine entre le collodion humide et le gélatinobromure (Exposition, Bibliothèque nationale, Département des estampes et de la photographie, 1978), Paris, Centre de publication Asie orientale, 1978.

### Traducción
- Harold Robert Isaacs, La Tragédie de la Révolution chinoise (1925-1927) (de (en inglés) The Tragedy of the Chinese revolution), Paris, Gallimard, « La suite des temps », 1967 ; 1979.

## Filmografía
- 1973: La dialectique peut-elle casser des briques ?
- 1974: Les Filles de Kamare
- 1976: Chinois, encore un effort pour être révolutionnaires ! ("Chinos, un esfuerzo más y seréis revolucionarios")
- 1977: Mao par lui-même